# Giovanni Battista Gaulli

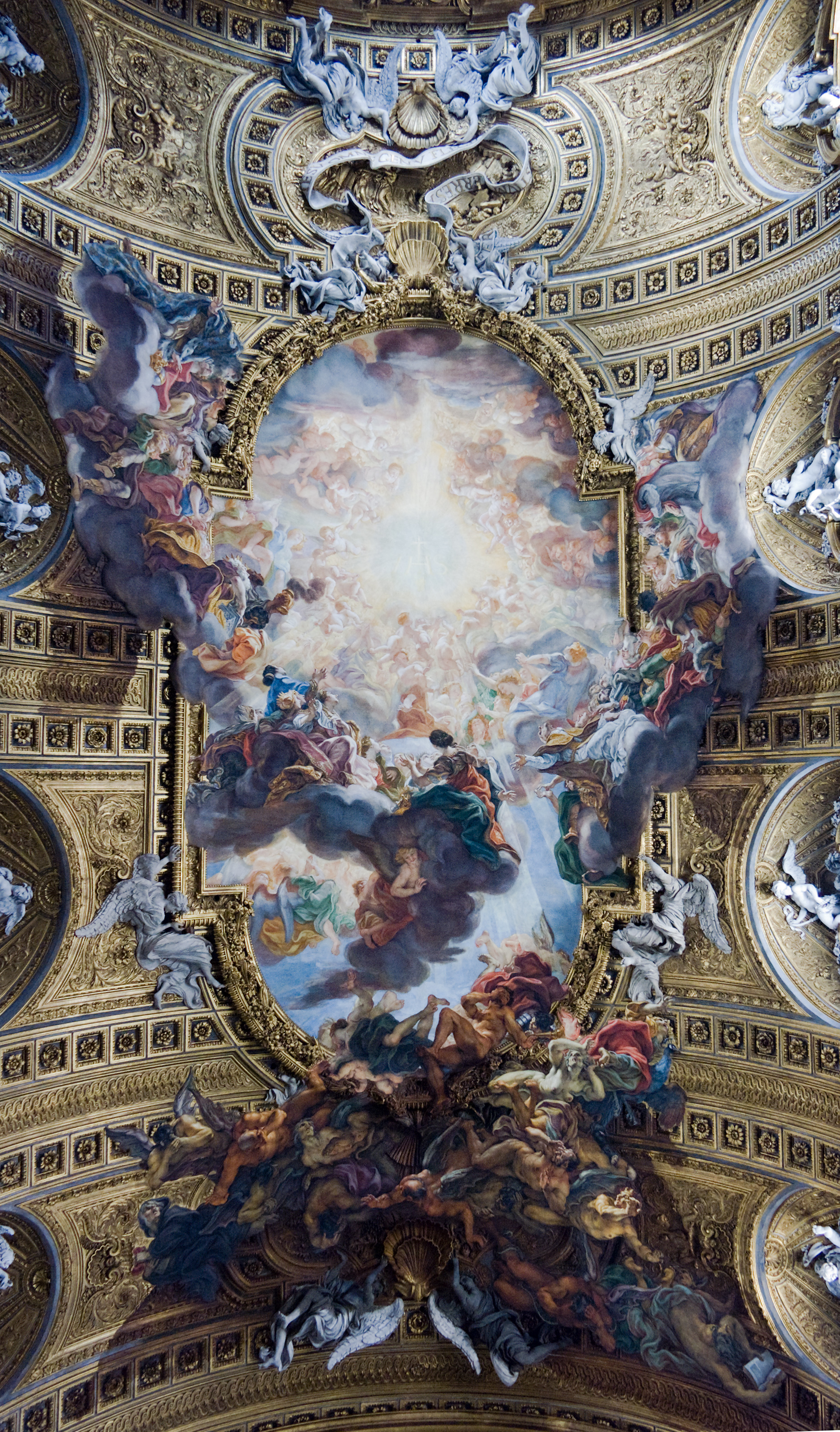
Triumf imienia Jesus (sklepienie nawy kościoła Il Gesù w Rzymie)

Giovanni Battista Gaulli nazywany Baciccio lub Baciccia (ur. 8 maja 1639 w Genui, zm. 2 kwietnia 1709 w Rzymie) – włoski malarz, freskant i rysownik okresu baroku.

## Życiorys
Kształcił się w Genui. W 1657 przeniósł się do Rzymu. W 1662 został członkiem Accademia di San Luca, w 1675 stanął na jej czele.
Malował obrazy ołtarzowe i sztalugowe przeważnie o tematyce religijnej. Sławę zdobył jako malarz fresków w kościołach rzymskich i portretów (m.in. 7 papieży, którzy urzędowali za jego życia). Pozostawał pod wpływem van Dycka i Berniniego. Najważniejszym jego dziełem jest fresk Triumf imienia Jezus (1674-79) zdobiący sklepienie kościoła jezuitów Il Gesù – arcydzieło późnobarokowego iluzjonizmu. Wykonał też malowidła ścienne m.in. w kościołach Santi XII Apostoli i Sant'Agnese in Agone.
Pozostawił wiele rysunków. Największy ich zbiór (ok. 200) znajduje się obecnie w Kunstmuseum w Düsseldorfie.

## Wybrane dzieła
- Autoportret (1667-68), 67 × 51 cm, Galeria Uffizi, Florencja
- Kardynał Leopold de Medici (ok. 1672), 73 × 60 cm, Galeria Uffizi, Florencja
- Kazanie św. Jana Chrzciciela (ok. 1690), 181 × 172 cm, Luwr, Paryż
- Madonna z Dzieciątkiem, św. Antonim opatem i św. Rochem (1663-66), San Rocco a Ripetta, Rzym
- Muzykujące anioły (1672-73), 49 × 98 cm, Muzea Watykańskie
- Papież Klemens IX (ok. 1668), Galleria dell'Accademia Nazionale di San Luca, Rzym
- Pietà (1667), 183 × 116 cm, Galleria Nazionale d'Arte Antica, Rzym
- Portret Berniniego (1665), 72 × 61 cm, Galleria Nazionale d'Arte Antica, Rzym
- Portret kardynała Marco Gallo (1681-83), 72,6 × 63,6 cm, National Gallery w Londynie
- Wizja św. Franciszka Ksawerego (ok. 1675), 64,5 × 46 cm, Pinakoteka Watykańska